# Luciano Rodríguez
Luciano Rodríguez Rosales (* 16. července 2003) je uruguayský profesionální fotbalista, který hraje na pozici útočníka za brazilský klub Esporte Clube Bahia a uruguayský národní tým.

## Klubová kariéra
Rodríguez je absolventem mládežnické akademie Progreso. Svůj profesionální debut za klub si odbyl 17. ledna 2021 při bezbrankové remíze s Montevideo City Torque.
Dne 27. prosince 2022 oznámil Liverpool Montevideo podpis smlouvy s Rodríguezem.
Dne 26. července 2024 Rodríguez přestoupil do brazilského klubu Bahia, kde podepsal pětiletou smlouvu.

## Reprezentační kariéra
Rodríguez reprezentoval Uruguay na různých mládežnických úrovních. V lednu 2023 byl jmenován do týmu Uruguaye U20 pro Mistrovství Jižní Ameriky ve fotbale hráčů do 20 let 2023. Poté byl součástí uruguayského týmu, který vyhrál Mistrovství světa ve fotbale hráčů do 20 let 2023. Na tomto turnaji také vstřelil vítězný gól ve finálovém zápase proti Itálii.
V červnu 2023 byl Rodríguez poprvé povolán do seniorského národního týmu Uruguaye pro přátelské zápasy proti Nikaragui a Kubě. V lednu 2024 byl jmenován do týmu Uruguaye pro předolympijský turnaj CONMEBOL 2024. Svůj debut za uruguayskou reprezentaci si odbyl 23. března 2024 při remíze 1:1 s Baskickem.

## Osobní život
Lucianovo dvojče Emiliano Rodríguez je také profesionálním fotbalistou.

## Statistiky

### Klubové
Platí k zápasu hranému 8. srpna 2024.
| Klub                 | Sezóna            | Liga                        | Liga   | Liga | Národní pohár | Národní pohár | Kontinentální | Kontinentální | Ostatní | Ostatní | Celkově | Celkově |
| Klub                 | Sezóna            | Soutěž                      | Zápasy | Góly | Zápasy        | Góly          | Zápasy        | Góly          | Zápasy  | Góly    | Zápasy  | Góly    |
| -------------------- | ----------------- | --------------------------- | ------ | ---- | ------------- | ------------- | ------------- | ------------- | ------- | ------- | ------- | ------- |
| Progreso             | 2020              | Uruguayská Primera División | 4      | 0    | —             | —             | —             | —             | —       | —       | 4       | 0       |
| Progreso             | 2021              | Uruguayská Primera División | 24     | 2    | —             | —             | —             | —             | —       | —       | 24      | 2       |
| Progreso             | 2022              | Uruguayská Primera División | 23     | 5    | 3             | 0             | —             | —             | —       | —       | 26      | 5       |
| Progreso             | Celkově           | Celkově                     | 51     | 7    | 3             | 0             | 0             | 0             | 0       | 0       | 54      | 7       |
| Liverpool Montevideo | 2023              | Uruguayská Primera División | 27     | 9    | 2             | 1             | 3             | 0             | 4       | 0       | 36      | 10      |
| Liverpool Montevideo | 2024              | Uruguayská Primera División | 16     | 5    | 0             | 0             | 5             | 2             | 0       | 0       | 21      | 7       |
| Liverpool Montevideo | Celkově           | Celkově                     | 43     | 14   | 2             | 1             | 8             | 2             | 4       | 0       | 57      | 17      |
| Bahia                | 2024              | Série A                     | 2      | 0    | 1             | 1             | —             | —             | —       | —       | 3       | 1       |
| Celkově v kariéře    | Celkově v kariéře | Celkově v kariéře           | 96     | 21   | 6             | 2             | 8             | 2             | 4       | 0       | 114     | 25      |

### Reprezentační
Platí k zápasu hranému 11. října 2024.
| Národní tým | Rok     | Zápasy | Góly |
| ----------- | ------- | ------ | ---- |
| Uruguay     | 2024    | 4      | 0    |
| Celkově     | Celkově | 4      | 0    |

## Úspěchy
Liverpool Montevideo
- Uruguayská Primera División: 2023

Uruguay U20
- Mistrovství světa ve fotbale hráčů do 20 let: 2023
- Poražený finalista Mistrovství Jižní Ameriky ve fotbale hráčů do 20 let: 2023

Individuální
- Mladý hráč roku Uruguayské Primera División: 2023
- Tým roku Uruguayské Primera División: 2023